# Luis Felipe Méliz

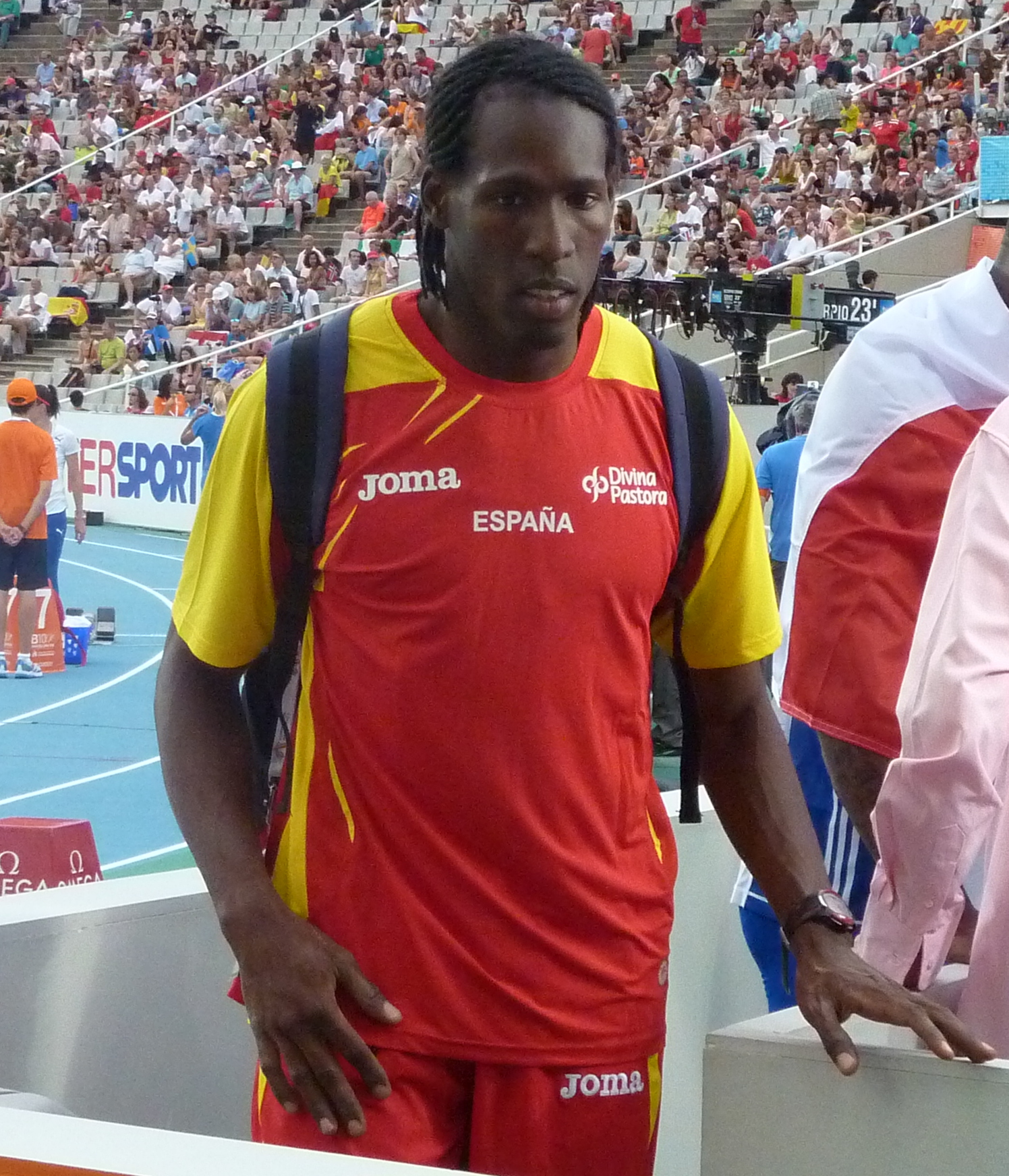
Luis Felipe Méliz

Luis Felipe Méliz, född den 11 augusti 1979, är en spansk friidrottare som tävlar i längdhopp. Fram till och med 2007 tävlade han för Kuba.
Méliz genombrott kom när han blev bronsmedaljör vid VM för juniorer 1998. Han var i final vid Olympiska sommarspelen 2000 där han slutade på sjunde plats. Vid Inomhus-VM 2003 slutade han på fjärde plats efter ett hopp på 8,01 meter. Även vid VM 2003 var han i final, denna gång slutade han elva efter ett hopp på 7,73 meter.
Vid Olympiska sommarspelen 2008 var han i final och slutade där sjua efter att ha hoppat 8,07 meter.

## Personliga rekord
- Längdhopp - 8,43 meter